# Kožená tvář (film, 1990)
Kožená tvář (ang. titul: Leatherface: Texas Chainsaw Massacre III) je americký hororový film z roku 1990, který natočil Jeff Burr.

## Děj
Policie odkryla masový hrob o 50 lidských tělech. Pro projíždějící pár, Michelle a Ryana, to není vůbec příjemný zážitek a ještě k tomu zabloudili. Na benzínce potkají neznámého podivína Texe, který jim cestu poradí, ale nepřinese jim to nic užitečného. Začne je pronásledovat neznámý vůz a kvůli němu píchnou. Když se snaží kolo vyměnit, napadne je neznámý muž s motorovou pilou. Podaří se jim utéct, avšak náhle nabourají s kolemjedoucím Bennym. Chlap s motorovou pilou ale znovu zaútočí a Michelle se po krutém útěku dostane do domu kanibalské rodiny, kde ji nečeká nic příjemného. Její jedinou záchranou je přeživší Benny.